# Capnia pileata
Capnia pileata is een steenvlieg uit de familie Capniidae. De wetenschappelijke naam van de soort is voor het eerst geldig gepubliceerd in 1966 door Jewett.